# Abrazar la vida
Abrazar la vida es el nombre del cuarto álbum de estudio grabado por el cantautor puertorriqueño Luis Fonsi. Fue lanzado al mercado por la empresa discográfica Universal Music Latino el 28 de octubre de 2003.[cita requerida]

## Antecedentes y contenido
Incluye los vídeos y sencillos de «¿Quién te dijo eso?» y «Abrazar la vida». Abrazar la vida es el disco más caribeño de Fonsi. La influencia de esta música se ve sobre todo en dos de las canciones más rítmicas: «Yo te propongo» y «A eso que llaman amor». Además, cinco de las canciones del disco están compuestas por Luis Fonsi y Claudia Brant. Otra de las canciones del disco, «La fuerza de mi corazón» es la canción oficial de la película animada El Cid: La leyenda, cantada junto con Christina Valemi.[cita requerida]

## Lista de canciones
| Abrazar la vida |                                                  |                                                  |          |  |
| N.º             | Título                                           | Escritor(es)                                     | Duración |  |
| 1.              | «¿Quién te dijo eso?»                            | Luis Fonsi · Claudia Brant                       | 4:31     |  |
| 2.              | «Abrazar la vida»                                | Denise Rich · Jodi Marr · Juan Carlos Pérez-Soto | 3:35     |  |
| 3.              | «Yo te propongo»                                 | Kike Santander                                   | 4:48     |  |
| 4.              | «Extraño sentimiento»                            | Tulio Cremisini                                  | 3:56     |  |
| 5.              | «Por ti podría morir»                            | Rudy Pérez                                       | 4:01     |  |
| 6.              | «Yo»                                             | Luis Fonsi · Claudia Brant                       | 3:42     |  |
| 7.              | «Viviendo en el ayer»                            | Rudy Pérez                                       | 4:13     |  |
| 8.              | «Te echo de menos»                               | Rudy Pérez                                       | 4:27     |  |
| 9.              | «Eso que llaman amor»                            | Luis Fonsi · Claudia Brant                       | 4:08     |  |
| 10.             | «La fuerza de mi corazón» (con Christina Valemi) | Jordi Cubino                                     | 4:13     |  |
| 11.             | «Elígeme»                                        | Claudia Brant · Luis Fonsi · Mark Portmann       | 4:51     |  |
| 12.             | «Se supone»                                      | Claudia Brant · Luis Fonsi                       | 3:48     |  |
| 50:04           |                                                  |                                                  |          |  |

## Créditos y personal
- Carolina Arenas – Coordinación de Producción
- José Blanco – Masterización
- Claudia Brant – Compositor
- Tulio Cremisini – Compositor
- Jordi Cubino – Compositor
- Valerio do Carmo – Dirección artística
- Judy Figueroa – Diseño gráfico
- Luis Fonsi – Arreglista, Compositor, Artista Principal, Productor
- José Gaviria – Arreglista, Teclados, Productor, Programación
- Jeeve – Arreglista, Compositor, Dirección, Productor
- David López – Ingeniero Asistente
- Manny López – Arreglista, Ingeniero, Programación
- Jodi Marr – Compositor
- Boris Milan – Ingeniero
- Sergio Minsky – Coordinación de Producción
- Joel Numa – Ingeniero
- Mario Patiño – Director Creativo, Texto
- Cuco Peña – Arreglista, Dirección, Productor
- Juan Carlos Pérez-Soto – Compositor
- Betsy Pérez – Coordinación de Producción
- Rudy Pérez – Arreglista, Compositor, Dirección, Productor
- Clay Perry – Teclados, Programación
- Mark Portmann – Arreglista, Compositor, Productor
- Denise Rich – Compositor
- Julio Estrada "Fruko" Rincón – Arreglista
- Milton Salcedo – Percusión, Productor, Arreglos de viento
- Kike santander – Compositor, Productor
- Felipe Tichauer – Ingeniero, Mezcla
- Tony Vera – Fotografía
- Juan José Virviescas – Ingeniero
- Bruce Weeden – Ingeniero

## Posicionamiento en listas
| Listas (2003)                     | Mejor posición |
| --------------------------------- | -------------- |
| Estados Unidos (Billboard 200)    | 138            |
| Estados Unidos (Top Latin Albums) | 3              |
| Estados Unidos (Latin Pop Albums) | 3              |

## Certificaciones
| País           | Organismo certificador | Certificación   | Ventas certificadas | Ref   |
| -------------- | ---------------------- | --------------- | ------------------- | ----- |
| Estados Unidos | RIAA                   | Platino (Latin) | 60 000              | [ 4 ] |